# Coup!
Coup! è un film del 2023 scritto e diretto da Austin Stark e Joseph Schuman.

## Trama
Mentre la prima guerra mondiale e l'influenza spagnola impazzano in Europa, in un'isolata tenuta sul mare il giornalista Jay e la moglie, la socialite Julie, assumo il misterioso Floyd come chef.

## Produzione
Nel novembre 2022 è stato annunciato che Peter Sarsgaard, Billy Magnussen, Sarah Gadon, Faran Tahir, Kristine Nielsen e Fisher Stevens avrebbero recitato in un film scritto e diretto da Austin Stark e Joseph Schuman. Le riprese si sono concluse nel febbraio seguente nel New Jersey.

## Promozione
Il primo trailer è stato diffuso il 9 luglio 2024.

## Distribuzione
Il film è stato presentato in anteprima mondiale l'8 settembre 2023 come film di chiusura delle Giornate degli autori dell'80ª Mostra internazionale d'arte cinematografica di Venezia. Successivamente il film è stato proiettato in diversi festival cinematografici, tra cui il Glasgow Film Festival, il Festival cinematografico internazionale di Mosca, il Santa Barbara International Film Festival e il São Paulo International Film Festival, prima di essere distribuito nelle sale statunitensi il 2 agosto 2024.

## Accoglienza
L'aggregatore di recensioni Rotten Tomatoes riporta un indice di gradimento dell'87% a fronte del parere di quindici critici.